# Heleobia dobrogica
Heleobia dobrogica is een slakkensoort uit de familie van de Hydrobiidae. De wetenschappelijke naam van de soort is voor het eerst geldig gepubliceerd in 1989 door Grossu & Negrea.